# Trachyphonus darnaudii
Trachyphonus darnaudii е вид птица от семейство Lybiidae.

## Разпространение
Видът е разпространен в Етиопия, Кения, Сомалия, Танзания, Уганда и Южен Судан.